# أدولف توبلر
أدولف توبلر (بالألمانية: Adolf Tobler) (و. 1835 – 1910 م) هو لغوي، وفقيه لغوي، وأستاذ جامعي، وباحث في الرومانسية من سويسرا، وألمانيا، ولد في هيرتزل، وكان عضوًا في الأكاديمية البروسية للعلوم، والأكاديمية البافارية للعلوم والعلوم الإنسانية، توفي في برلين، عن عمر يناهز 75 عاماً.

## التعليم
تعلم في جامعة بون.